# Verlockende Falle
Verlockende Falle (Originaltitel: Entrapment) ist ein US-amerikanischer Spielfilm der Gattung Thriller aus dem Jahr 1999. Der Regisseur war Jon Amiel, das Drehbuch schrieben Ronald Bass und William Broyles. Die Hauptrollen spielten Sean Connery und Catherine Zeta-Jones.

## Handlung
Der Meisterdieb Robert MacDougal lernt die Meisterdiebin Virginia Baker kennen. Baker arbeitet für eine Versicherung; dort hat sie vorgeschlagen, sich als Diebin auszugeben und so MacDougal eine Falle zu stellen. Gemeinsam stehlen sie eine antike Maske, dabei hintergeht MacDougal seine Partnerin und will sie zurücklassen. Doch sie kann ihm klarmachen, dass ihr Job bei der Versicherung nur eine Tarnung ist und sie noch einen viel größeren Coup vorhat, den sie nur zusammen mit ihm bewältigen kann. In den fünf Jahren bei der Versicherung hat sie das Softwareprogramm entwickelt, das sie bei dem neuen Vorhaben benötigt.
Sie reisen nach Kuala Lumpur, wo zur Mitternachtsstunde der Jahrtausendwende in den Petronas Towers aufgrund des Jahr-2000-Problems für 30 Sekunden die gesicherte Datenverbindung der südostasiatischen Filiale der Clearing Bank zum Zentralcomputer in New York abgestellt wird. Zuvor hat Baker bereits in New York dafür gesorgt, dass diese Abschaltung zehn Sekunden zu früh erfolgen wird. Mit aufwendigen Tricks verschaffen sie sich Zutritt zum hochgesicherten Zentralrechner der Filiale und schließen während dieser zehn ungesicherten Sekunden einen Laptop dort an, auf dem Bakers Programm zahllose unauffällig kleine Überweisungen mit einer Gesamthöhe von acht Milliarden Dollar auf ihr Konto überweist, die sie mit MacDougal teilen will. Doch als Baker anschließend die Verbindung zum Laptop zieht, wird Alarm ausgelöst. Zwar hat der erfahrene MacDougal einen Plan B zur Flucht aus dem Gebäude teilweise vorbereitet, doch muss nun größtenteils improvisiert werden. Nach einigen brisanten Situationen lässt MacDougal seine Partnerin allein durch einen Lüftungsschacht entkommen.
Einen Tag später treffen sich MacDougal und Baker verabredungsgemäß auf einer Stadtbahn-Haltestelle. MacDougal eröffnet seiner Partnerin, dass sie nun festgenommen werden soll, und sagt ihr, das FBI habe ihn schon vor einiger Zeit auf sie angesetzt. Andererseits hat sich MacDougal inzwischen in sie verliebt und hilft ihr durch eine Täuschung zur Flucht in einen abfahrenden Zug. Die geraubten Sachen hat er bereits zurückgegeben, allerdings hat er eine Milliarde dabei unterschlagen, die Baker noch auf ihrem Konto hat. Als die Polizei zum nächsten Bahnhof eilt, um Baker dort festzunehmen, erscheint sie mit dem Gegenzug wieder, auf den sie unterwegs umgestiegen ist. Sie hat bereits eine Idee für den nächsten gemeinsamen Coup, und er zeigt sich durchaus nicht abgeneigt.

## Kritiken
Der Film erhielt gemischte Kritiken. In der Zeitschrift Der Spiegel 21/1999 wurde er als „solider Thriller ohne Überraschungen“ bezeichnet, in der TV Spielfilm 11/1999 als „edles Gaunerstück nach alter Schule“, bei dem „viele Ideen geklaut [sind]“, doch „die aparte Starbesetzung den Einbrecherkrimi zu einem lässig-prickelnden Vergnügen [macht]“.

## Auszeichnungen
Connery und Zeta-Jones gewannen den European Film Award. Catherine Zeta-Jones gewann außerdem den Blockbuster Entertainment Award, Sean Connery und Ving Rhames wurden für den gleichen Preis nominiert. Christopher Young gewann den BMI Film Music Award.
Die Deutsche Film- und Medienbewertung FBW in Wiesbaden verlieh dem Film das Prädikat besonders wertvoll.
Zeta-Jones wurde 2000 als schlechteste Schauspielerin und zusammen mit Connery als schlechtestes Leinwandliebespaar für die Goldene Himbeere nominiert.